# Чемпіонат Німеччини з хокею 2011—2012
Чемпіонат Німеччини з хокею 2012 — 95-й чемпіонат Німеччини з хокею, чемпіоном став Айсберен Берлін. Чемпіонат тривав з 16 вересня 2011 року по 11 березня 2012 року. Матчі серії плей-оф проходили з 21 березня по 24 квітня 2012 року.

## Регулярний сезон
| М   | Команда                 | І  | В  | ВО | ВБ | ПО | ПБ | П  | Ш       | О  |
| --- | ----------------------- | -- | -- | -- | -- | -- | -- | -- | ------- | -- |
| 1.  | Айсберен Берлін         | 52 | 26 | 3  | 4  | 1  | 2  | 16 | 171:140 | 95 |
| 2.  | Інгольштадт             | 52 | 26 | 3  | 2  | 3  | 2  | 16 | 168:150 | 93 |
| 3.  | Грізлі Адамс Вольфсбург | 52 | 25 | 2  | 4  | 3  | 1  | 17 | 174:122 | 91 |
| 4.  | Адлер Мангейм           | 52 | 23 | 4  | 3  | 4  | 3  | 15 | 171:148 | 90 |
| 5.  | Гамбург Фрізерс         | 52 | 22 | 3  | 3  | 3  | 2  | 19 | 149:149 | 83 |
| 6.  | Штраубінг Тайгерс       | 52 | 20 | 4  | 4  | 3  | 1  | 20 | 161:151 | 80 |
| 7.  | ДЕГ Метро Старс         | 52 | 19 | 2  | 5  | 4  | 5  | 17 | 162:167 | 80 |
| 8.  | Аугсбург Пантерс        | 52 | 20 | 5  | 1  | 6  | 1  | 19 | 135:131 | 79 |
| 9.  | Кельнер Гайє            | 52 | 21 | 0  | 4  | 2  | 5  | 20 | 135:145 | 78 |
| 10. | Ізерлон Рустерс         | 52 | 19 | 1  | 5  | 4  | 4  | 19 | 150:150 | 77 |
| 11. | ХК Мюнхен               | 52 | 17 | 2  | 4  | 4  | 4  | 21 | 124:135 | 71 |
| 12. | Крефельдські Пінгвіни   | 52 | 18 | 0  | 4  | 5  | 2  | 23 | 126:153 | 69 |
| 13. | Томас Сабо Айс Тайгерс  | 52 | 13 | 5  | 0  | 4  | 2  | 28 | 122:165 | 55 |
| 14. | Ганновер Скорпіонс      | 52 | 12 | 2  | 4  | 1  | 2  | 31 | 119:161 | 51 |

Скорочення: М = підсумкове місце, І = ігри, В = перемоги, ВО = перемога в овертаймі, ВБ = перемога по булітах, ПО = поразки в овертаймі, ПБ = поразки по булітах, П = поразки,  Ш = закинуті та пропущені шайби, О = набрані очки
Згідно з регламентом, за перемогу — 3 очки, за перемогу в овертаймі та по булітах — 2 очки, поразка в овертаймі та по булітах — 1 очко, поразка — 0 очок.

## Кваліфікація
- ДЕГ Метро Старс — Ізерлон Рустерс 4:1, 7:4
- Кельнер Гайє — Аугсбург Пантерс 5:1, 3:1

## Плей-оф

### Чвертьфінали
- Інгольштадт — ДЕГ Метро Старс серія 4:1 5:3 (2:1, 1:2, 2:0), 1:5 (0:1, 0:3, 1:1), 3:2 ОТ (1:2, 1:0, 0:0, 1:0), 6:1 (1:0, 2:1, 3:0), 4:3 (0:1, 1:1, 3:1)
- Адлер Мангейм — Гамбург Фрізерс серія 4:1 4:0 (0:0, 2:0, 2:0), 8:1 (2:0, 3:1, 3:0), 1:2 (1:1, 0:1, 0:0), 3:1 (0:0, 1:0, 2:1), 3:1 (2:0, 1:1, 0:0)
- Грізлі Адамс Вольфсбург — Штраубінг Тайгерс серія 0:4 1:2 (0:0, 0:2, 1:0), 0:7 (0:3, 0:3, 0:1), 1:3 (0:1, 0:1, 1:1), 3:7 (1:0, 0:4, 2:3)
- Айсберен Берлін — Кельнер Гайє серія 4:0 5:1 (1:0, 2:1, 2:0), 4:2 (0:0, 4:2, 0:0), 3:1 (0:0, 3:1, 0:0), 3:0 (0:0, 2:0, 1:0)

### Півфінали
- Айсберен Берлін — Штраубінг Тайгерс серія 3:1 4:1 (2:0, 1:1, 1:0), 4:1 (2:1, 1:0, 1:0), 1:3 (0:0, 1:1, 0:2), 4:2 (1:1, 0:1, 3:0)
- Інгольштадт — Адлер Мангейм серія 1:3 1:4 (0:0, 0:1, 1:3), 3:4 (0:2, 2:2, 1:0), 3:0 (2:0, 0:0, 1:0), 2:6 (1:3, 1:1, 0:2)

### Фінал
- Айсберен Берлін — Адлер Мангейм серія 3:2 2:0 (0:0, 0:0, 2:0), 1:4 (1:1, 0:1, 0:2), 1:2 (1:0, 0:1, 0:1), 6:5 ОТ (1:2, 1:1, 3:2, 1:0), 3:1 (0:1, 1:0, 2:0)